# Guy Calléja
Guy Calléja (Bordeaux, Francia; 29 de mayo de 1938 - 29 de agosto de 2023) fue un futbolista y entrenador de fútbol francés que jugó en la posición de defensa central.

## Carrera

### Club
| Periodo   | Club            | Apariciones | Goles |
| --------- | --------------- | ----------- | ----- |
| 1956-1969 | Bordeaux        | 446         | 29    |
| 1969-1975 | Gazélec Ajaccio | 129         | 15    |

### Selección nacional
Jugó para Francia en una ocasión en 1966.

### Entrenador
| Periodo   | Club            | Ganados | Empatados | Perdidos |
| --------- | --------------- | ------- | --------- | -------- |
| 1971-1976 | Gazélec Ajaccio | 61      | 36        | 53       |
| 1980-1989 | Gazélec Ajaccio | 100     | 85        | 108      |
| 1989-1990 | Gazélec Ajaccio | 18      | 8         | 7        |
| 1998      | AS Cannes       | 0       | 0         | 1        |